# Mon père c'est moi
Pour les articles homonymes, voir Like Father, Like Son.
Pour plus de détails, voir Fiche technique et Distribution.
Mon père c'est moi (Like Father Like Son) est une comédie fantastique américaine réalisée par Rod Daniel, sortie en 1987. Il est librement inspiré de la comédie Un vendredi dingue, dingue, dingue de Walt Disney Pictures.

## Synopsis
Chris Hammond est un lycéen tout à fait banal, élève moyen, sportif mais pas trop et qui espère entamer une relation avec une fille de son lycée dont il est amoureux. Son père, Jack, qui est chirurgien, se montre plus ambitieux pour lui qu'il ne l'est lui-même. Il aimerait le voir entamer de longues études de médecine et l'incite à se présenter à un concours pour intégrer une prestigieuse école. Chris a un ami, Trigger, dont l'oncle aurait, parait-il, des potions magiques qui permettraient d'échanger les corps et les esprits de deux personnes. Jack aimerait bien l'essayer avec son fils, ce qui lui permettrait de réussir son examen d'entrée…

## Fiche technique
- Titre : Mon père c'est moi
- Titre original : Like Father Like Son
- Réalisation : Rod Daniel
- Scénario : Steve Bloom, Lorne Cameron, David Hoselton
- Musique : Miles Goodman, Shelly Manne
- Photographie : Jack N. Green, James Crabe
- Montage : Lois Freeman-Fox
- Direction artistique : Dennis Gassner
- Décors : John T. Walker
- Costumes : Robert Turturice
- Production : Brian Grazer, David Valdes
- Pays de production : États-Unis
- Langue originale : anglais
- Genre : comédie fantastique
- Durée : 96 minutes
- Dates de sortie : 
  - États-Unis : 2 octobre 1987
  - France: 1er juin 1988

## Distribution
- Dudley Moore : Dr Jack Hammond
- Kirk Cameron (VF : Vincent Ropion) : Chris Hammond
- Sean Astin : Clarence / Trigger
- Patrick O'Neal : Dr Larry Armbruster
- Margaret Colin : Ginnie Armbruster
- Catherine Hicks : Dr Amy Larkin
- Micah Grant : Rick Anderson
- Camille Cooper : Lori Beaumont
- Bill Morrison : Earl Trigger
- David Wohl : Dr Roger Hartwood
- Michael Horton : Dr Mike O'Donald
- Dakin Matthews : M. Morrison
- Art Frankel : M. Racine
- Bonnie Bedelia : la femme avec du chewing-gum dans les cheveux (non créditée)

## Distinctions

### Récompenses
- Saturn Award 1988 : 
  - Meilleur jeune acteur (Kirk Cameron)
- Young Artist Award 1988 :
  - Meilleur film familial - Comédie ou musical